# 장미꽃 필 무렵
《장미꽃 필 무렵》은 MBN에서 방영된 예능 프로그램이다.

## 방송 시간
| 방송 채널 | 방송 기간                         | 방송 시간                                      | 비고   |
| --------- | --------------------------------- | ---------------------------------------------- | ------ |
| MBN       | 2023년 4월 18일 ~ 2023년 5월 2일  | 매주 화요일 밤 9시 ~ 화요일 밤 10시            | 본방송 |
| MBN       | 2023년 5월 29일 ~ 2023년 6월 5일  | 매주 월요일 밤 10시 40분 ~ 월요일 밤 11시 40분 | 본방송 |
| MBN       | 2023년 8월 1일 ~ 2023년 10월 31일 | 매주 화요일 밤 9시 10분 ~ 화요일 밤 10시       | 본방송 |

## 출연진

### 고정 출연진
- 에녹
- 손태진
- 신성

### 특별 출연진
- 민수현 (1회 ~ 18회)
- 공훈 (1회 ~ 3회, 6회, 11회, 17회 ~ 18회)
- 박민수 (4회 ~ 5회, 15회 ~ 16회)
- 김중연 (7회 ~ 10회, 13회 ~ 14회)

## 게스트
- 전종혁 (11회, 17회, 19회)
- 박현호 (12회)
- 최미선 (15회)
- 이수호 (19회)

## 결방 및 편성 변경
2023년
- 5월 9일 ~ 5월 23일 : 예능 프로그램 지구탐구생활 편성으로 결방
- 5월 29일 : 2회분 연속 방송으로 2시간 이어 방송 했다.